# Setulina geminata
Setulina geminata är en tvåvingeart som först beskrevs av Fabricius 1805.  Setulina geminata ingår i släktet Setulina och familjen lövflugor. Inga underarter finns listade i Catalogue of Life.